# شهرک فرهنگیان
شهرک فرهنگیان(ساری)، دومین شهرک ثبت شده در اداره ثبت اسناد می‌باشد. این شهرک شهرکی خودگردان است از توابع بخش مرکزی شهرستان ساری در استان مازندران ایران.
در طی سالیان گذشته به دلیل سوء مدیریت‌های صورت گرفته فضای جذاب و چشم نواز شهرک فرهنگیان رو به زوال سوق یافته بود. با برگزاری انتخابات مردمی که با همت پایگاه مقاومت بسیج شهید رجایی و محوریت مسجد در ۲۷ اردیبهشت ۱۴۰۰ صورت گرفت با پای کار آمدن افرادی دلسوز رفته رفته رونق و سرزندگی به شهرک بازگشته است. تا جایی که در طی تنها چند ماه اقدامات صورت گرفته توسط این افراد باعث سرسبزی محیط و پیشرفت چشمگیر این شهرک گشته‌است.

## جمعیت
این روستا در دهستان اسفیورد شوراب قرار داشته و براساس آخرین سرشماری مرکز آمار ایران که در سال ۱۳۸۵ صورت گرفته، جمعیت آن ۱۱۰۳نفر (۲۷۸خانوار) بوده‌است.
این شهرک در مجاورت چند روستا می‌باشد به‌طور مثال روستای سرخکلا، کردخیل و رودپشت. این شهرک داری مسجدی به نام مسجد امام حسین و همچنین دارای یک ورزشگاه و یک مدرسه در دو مقطع ابتدایی و راهنمایی می‌باشد.
«در دهه شصت خورشیدی سیاست گزاری مسکن و شهر سازی در این راستا بود که به جای توسعه بافت اصلی شهر و افزایش مساحت و جمعیت شهری از مدل ریز شهرها تحت عنوان قمرشهرها (همانند اسلوب شهرسازی شهرهای سوئیس) در مجاورت بدنه اصلی شهرپیروی شود. بدین مبنا شهرک فرهنگیان نیز به مانند شهرک‌های دیگری به عنوان قمر شهری در چارچوب یک شهرک در حد فاصل شهر ساری بنا شدند. این مدل ازشهر سازی مانع پیدایش غولشهر شده و امید پیشگیری از مهاجرت روزافزون به آن را داشتند. اما بعدها به دلیل رها شدن این مدل از توسعه شهرسازی، ادامه توسعه شهرک در دیگر فازها تعویق ماند.»